# Fernando Pérez Valdés
Fernando Pérez Valdés (La Habana, 19 de noviembre de 1944) es un director de cine y escritor cubano, licenciado en Lengua y Literatura Hispánicas en la Universidad de La Habana. 
Ha impartido cursos de Apreciación Cinematográfica e Historia del Cine en la Escuela Internacional de Cine de San Antonio de los Baños. Desde 1962 se vincula al cine, primero como asistente de producción y luego como asistente de dirección. En 1975 debuta como documentalista, realizando igualmente numerosas ediciones del Noticiero ICAIC Latinoamericano. Inicia su carrera como director de largometraje en 1987 con Clandestinos, película que le valdría un gran reconocimiento de la crítica nacional e internacional. A lo largo de su carrera ha recibido numerosos premios en diferentes festivales tanto en Cuba como en el exterior, siéndole otorgado con el Premio Nacional de Cine en el 2007. Fue merecedor igualmente del Premio Casa de las Américas, por su libro Corresponsales de Guerra. En 2021 incursiona como actor en la película Corazón Azul de Miguel Coyula

## Filmografía
- Cascos blancos (1975) - Documental, 21 minutos
- Cabinda (1997) - Documental, 30 minutos
- Sábado Rojo (1978) - Documental, 10 minutos
- 4000 niños (1980) - Documental, 15 minutos
- Mineros (1981) - Documental, 12 minutos
- Las armas invisibles (1981) - Documental, 15 minutos
- Camilo (1982) - Documental 24 minutos
- Omara (1983) - Documental, 26 minutos
- Clandestinos (1988) - Ficción, 102 minutos
- Hello Hemingway (1990) - Ficción, 90 minutos
- Madagascar (1994) - Ficción, 54 minutos
- La vida es silbar (1998) - Ficción, 110 minutos
- Suite Habana (2003) - Ficción, 80 minutos
- Madrigal (2007) - Ficción, 110 minutos
- José Martí: el ojo del canario (2010) - Ficción, 120 minutos
- La pared de las palabras (2014) - Ficción
- Últimos días en La Habana (2016)
- Insumisas (2018) - Drama
- Riquimbili o El mundo de Nelsito (2023)

## Premios y distinciones
Festival Internacional de Cine de San Sebastián
| Año  | Categoría     | Película     | Resultado |
| ---- | ------------- | ------------ | --------- |
| 2003 | Premio SIGNIS | Suite Habana | Ganador   |

- Premio Coral de Ópera prima, IX Festival Internacional del Nuevo Cine Latinoamericano, La Habana, Cuba, por Clandestinos (1988).
- Primer Premio Catalina de Oro, Mejor Dirección, 28 Festival Internacional de Cine, Cartagena de Indias, por Clandestinos (1988).
- Premio Opera prima, X Festival Cinematográfico de Taskent, URSS, por Clandestinos (1988).
- Primer Premio Coral al mejor largometraje de ficción, XII Festival Internacional del Nuevo Cine Latinoamericano, La Habana, Cuba, por Hello Hemingway (1990).
- Máxima distinción de la Asociación de Cronistas de New York, Festival de Cine Latino, New York, EE. UU., por Hello Hemingway (1991).
- Premio Especial del Jurado, XVI Festival Internacional del Nuevo Cine Latinoamericano, La Habana, Cuba, por Madagascar (1994).
- Premio Galigari, 45 Festival Internacional de Berlín, por Madagascar (1995).
- Gran Premio del X Festival Internacional de Cine de Friburgo, Suiza, por Madagascar (1995).
- Premio Coral a la mejor dirección, XX Festival Internacional del Nuevo Cine Latinoamericano, La Habana, Cuba, por La Vida es Silbar (1998).
- Mejor película del año por la Asociación de la Prensa Cinematográfica, La Habana, La Vida es Silbar (1998).
- Premio a la mejor película latinoamericana, Festival Sundance, EE. UU., por La Vida es Silbar (1999).
- Premio de la Crítica Holandesa, Róterdam, Holanda, por La Vida es Silbar (1999).
- Premio de la CICAE (Críticos de Cine de Arte y Ensayo). International Forum of New Cinema, Berlín, por La Vida es Silbar (1999).
- Premio del Jurado de Jóvenes y Premio del Público. Festival Internacional de Films, Fribourg, Suiza, por La Vida es Silbar (1999).
- Premio Especial del Jurado. Festival Internacional de Santa Cruz, Bolivia, por La Vida es Silbar (1999).
- Premio Goya al mejor filme extranjero, España, por La Vida es Silbar (2000).
- Premio Flaiano a la mejor película extranjera, Italia, por La Vida es Silbar (2000).
- Primer Premio a la mejor película, Festival Internacional de Cine, Providence, Rhode Island, EE. UU., por La Vida es Silbar (2000).
- Primer Premio Coral, XXV Festival Internacional del Nuevo Cine Latinoamericano, La Habana, por Suite Habana (2003).
- Premio Coral de Dirección, XXV Festival Internacional del Nuevo Cine Latinoamericano, La Habana, por Suite Habana (2003).
- Selección de la Asociación Cubana de la Prensa Cinematográfica como la mejor película, cubana y extranjera, exhibida en Cuba en el año, por Suite Habana (2003).
- Premio Colón de Plata a la Mejor Dirección artística. XXXVI Festival de Cine Iberoamericano de Huelva, España, por José Martí, el ojo del canario (2010).
- Premio Coral de Dirección. 32do Festival Internacional del Nuevo Cine Latinoamericano. La Habana, por José Martí, el ojo del canario (2010).